# Giancarlo Giudice
Giancarlo Giudice (ur. 11 marca 1952 w Turynie) – włoski seryjny morderca zwany Potworem z Turynu. W latach 1983–1986 zamordował w mieście dziewięć prostytutek. Od 2008 roku, przebywa na wolności. 

## Młodość
Giancarlo Giudice był synem weterana II wojny światowej, a później pracownika zakładów Fiata oraz bezrobotnej kobiety. Ojciec był alkoholikiem i znęcał się nad rodziną. Gdy Giancarlo miał 8 lat, jego matka zachorowała na serce, a chłopiec zaczął samodzielnie opiekować się matką. Kobieta zmarła, gdy miał 13 lat. Po tym wydarzeniu, chłopiec usiłował popełnić samobójstwo połykając leki matki. Niedługo później, ojciec odesłał go do szkoły z internatem. Mężczyzna, szybko ponownie się ożenił. Kiedy Giancarlo osiągnął pełnoletność, rozpoczął służbę wojskową jednak zdezerterował. Został aresztowany i umieszczony w areszcie wojskowym. Ułaskawiono, go i nakazano dokończenie służby w  wojsku. Gdy jego ojciec zmarł na marskość wątroby, Giancarlo nie przyszedł na jego pogrzeb. Wkrótce uzależnił się od LSD. W wieku 25 lat zatrudnił się jako kierowca ciężarówki. W pracy uchodził za nieśmiałego odludka, który niemal codziennie przynosił do pracy pisma pornograficzne. Sąsiedzi zaś, opisywali go jako niechlujnego, ale sympatycznego mężczyznę. Gdy Giancarlo odcięto prąd za niepłacenie rachunków, podłączył się do wtyczki sąsiada. 

## Morderstwa
Pierwszego morderstwa dokonał 27 grudnia 1983 roku. Jego ofiarą była 40-letnia prostytutka, którą zabił w jej mieszkaniu. Następnie wyniósł zwłoki z mieszkania i umieścił w skradzionym tego samego dnia Fiacie Bianchina. Samochód zaparkował w dzielnicy Barriera di Stura i podpalił. Ofiarę udało się zidentyfikować dopiero w 1986 roku jako Francescę Pecoraro. Swą drugą ofiarę udusił już 1 stycznia 1984 roku. 26 marca 1984 roku napadł na kolejną prostytutkę, jednak darował jej życie, gdy kobieta powiedziała mu, że jest samotną matką trójki dzieci. Kobieta zgłosiła napaść na policję, która aresztowała Giudice. Za ten czyn został skazany na 6 miesięcy więzienia. Kolejnych dwóch morderstw dopuścił się w marcu 1985 roku. Cztery kolejne prostytutki zabił w okresie od lutego do maja 1986 roku. 
Ostatnią prostytutkę zabił 28 czerwca 1986 roku. Ofiarą była Maria Rosa Paoli, którą zastrzelił we własnym aucie. Jej zwłoki porzucił pod murem cmentarza Santhià. Zaledwie godzinę później, Giudice został zatrzymany do kontroli drogowej. Policjanci zwrócili uwagę na zakrwawione wnętrze samochodu i aresztowali Giudice. W aucie znaleziono dwa pistolety. Po aresztowaniu, Giudice przyznał się do morderstwa i wskazał miejsce ukrycia zwłok ofiary, a niedługo później przyznał się d pozostałych morderstw. Później przesłuchiwany Giudice twierdził, że zabił te osiem prostytutek, ponieważ wszystkie były brzydkie, brudne i stare oraz ponieważ wyglądem przypominały jego macochę. Jego zbrodnie charakteryzował brak stałego modus operandi. Swoje ofiary mordował na różne sposoby - udusił pończochą, zatłukł młotkiem lub zastrzelił. W podobny sposób traktował zwłoki ofiar - spalił, wrzucił do strumienia lub porzucił w odludnym miejscu. Z tych powodów, turyńska policja długo podejrzewała, że morderstw prostytutek dokonało kilku różnych sprawców.

## Proces
Giudice stanął przed sądem 22 marca 1989 roku, po tym jak sąd w Turynie, uznał go za zdrowego psychicznie. Początkowo skazany na dożywocie, później wyrok zamieniono na 24 lata więzienia i kilka lat pozbawienia wolności w ośrodku zdrowia psychicznego. W sierpniu 1989 roku usiłował zamordować strażnika więziennego. Za ten czyn został skazany na dodatkowe 8 lat więzienia. Później jego wyrok zamieniono na łącznie 30 lat więzienia i 3 lata pobytu w szpitalu psychiatrycznym.
Giudice został zwolniony warunkowo w dniu 25 października 2008 roku, po odbyciu nieco ponad 22 lat zasądzonej kary. Nadano mu nową tożsamość, a jego obecne miejsce pobytu jest nieznane. 

## Ofiary Giudice
| Lp. | Ofiara               | Wiek | Data            |
| --- | -------------------- | ---- | --------------- |
| 1.  | Francesca Pecoraro   | 40   | 27 grudnia 1983 |
| 2.  | Annunziata Pafundo   | 48   | 1 stycznia 1984 |
| 3.  | Giovanna Bricchi     | 64   | 19 marca 1985   |
| 4.  | Addolorata Benvenuto | 47   | Marzec 1985     |
| 5.  | Maria Corda          | 44   | Luty 1986       |
| 6.  | Laura Belmonte       | 66   | Luty 1986       |
| 7.  | Maria Galfrè         | 44   | 30 marca 1986   |
| 8.  | Clelia Mollo         | 58   | 21 maja 1986    |
| 9.  | Maria Rosa Paoli     | 36   | 28 czerwca 1986 |